# Championnats du monde de badminton 1987
Navigation
Calgary 1985 Jakarta 1989
Les 5e Championnats du monde de badminton se sont tenus en 1987 au Capitol Sports Hall à Pékin en Chine. La compétition a été organisée par la fédération internationale de badminton.

## Résultats
| Epreuve       | Or                           | Argent                            | Bronze                                  |
| ------------- | ---------------------------- | --------------------------------- | --------------------------------------- |
| Simple hommes | Yang Yang                    | Morten Frost                      | Zhao Jianhua                            |
| Simple hommes | Yang Yang                    | Morten Frost                      | Icuk Sugiarto                           |
| Simple dames  | Han Aiping                   | Li Lingwei                        | Zheng Yuli                              |
| Simple dames  | Han Aiping                   | Li Lingwei                        | Gu Jiaming                              |
| Double hommes | Li Yongbo et Tian Bingyi     | Jalani Sidek et Razif Sidek       | Jens Peter Nierhoff et Michael Kjeldsen |
| Double hommes | Li Yongbo et Tian Bingyi     | Jalani Sidek et Razif Sidek       | Park Joo-bong et Kim Moon-soo           |
| Double dames  | Lin Ying et Guan Weizhen     | Li Lingwei et Han Aiping          | Kim Yun-ja et Chung So-young            |
| Double dames  | Lin Ying et Guan Weizhen     | Li Lingwei et Han Aiping          | Chung Myung-hee et Hwang Hye-young      |
| Double mixte  | Wang Pengren et Shi Fangjing | Lee Deuk-choon et Chung Myung-hee | Martin Dew et Gillian Gilks             |
| Double mixte  | Wang Pengren et Shi Fangjing | Lee Deuk-choon et Chung Myung-hee | He Yiming et Yang Xinfang               |

## Tableau des médailles
| Rang | Nation       | Or | Argent | Bronze | Total |
| ---- | ------------ | -- | ------ | ------ | ----- |
| 1    | Chine        | 5  | 2      | 3      | 10    |
| 2    | Corée du Sud | 0  | 1      | 3      | 4     |
| 3    | Danemark     | 0  | 1      | 1      | 2     |
| 4    | Malaisie     | 0  | 1      | 0      | 1     |
| 5    | Indonésie    | 0  | 0      | 1      | 1     |
| 5    | Angleterre   | 0  | 0      | 1      | 1     |